# Aseroe
Aseroe (лат.) — род базидиомицетных грибов из семейства Весёлковые. Впервые описан в 1800 году. Типовым видом является Aseroe rubra. Как и другие весёлковые, Aseroe покрыты оливково-серой слизью, в которой находятся споры. Споры переносятся мухами, которых привлекает запах грибов.

## Этимология
Название Aseroe происходит от соединения греческих слов Ase (мерзкий) и Roe (сок).

## Виды
- Aseroe coccinea
- Aseroe rubra
- Aseroe floriformis
- Aseroe arachnoidea (перенесён в род Lysurus)